# Kweekvlees
Kweekvlees, ook wel slachtvrij vlees of in-vitrovlees genoemd, is een vleesproduct dat in een laboratorium gekweekt wordt uit stamcellen van dieren. Kweekvlees wordt geproduceerd met behulp van weefselmanipulatietechnieken die zijn ontwikkeld in de regeneratieve geneeskunde. Kweekvlees heeft het potentieel om de milieueffecten van de vleesproductie, het dierenwelzijn, de voedselveiligheid en de menselijke gezondheid aan te pakken, naast mogelijke klimaatmitigatie.
Het productieproces evolueert voortdurend, gedreven door bedrijven en onderzoeksinstellingen. Volgens de niet-gouvernementele organisatie Good Food Institute werd er in 2021 door kweekvleesbedrijven in Europa 140 miljoen dollar binnengehaald. Het eerste restaurant dat kweekvlees serveert, werd in 2021 in Singapore geopend. Dat land werd in 2024 ook het eerste waar kweekvlees te koop was in voedingswinkels (een product met 3% kippencellen). Kweekvlees is echter nog niet overal verkrijgbaar.

## Redenen
De belangrijkste reden om kweekvlees te ontwikkelen is dat de traditionele vleesproductie zeer inefficiënt is. Zij is daarom onnodig duur, onnodig belastend voor het milieu, veroorzaakt onnodig dierenleed en zal in huidige vorm moeilijk in staat zijn om aan de groeiende menselijke vraag naar vlees te blijven voldoen (de wereldwijde vleesproductie groeide van 71 miljoen ton in 1961 tot 284 miljoen ton in 2007). Kweekvlees lijkt voor al deze zaken een gunstiger alternatief te zijn.
- Hoge grondstofkosten: Het kost veel geld, grond en water om een dier van voedsel te voorzien en het dier moet lang groeien voordat het geslacht en geconsumeerd kan worden. Volgens Mark Post (Universiteit Maastricht) werd anno 2013/2015 70% van alle vruchtbare gronden (arable land) op Aarde gebruikt voor vleesproductie.[11][12]
- Groeiende vraag: Vooral de groeiende vraag naar vlees, die naar schatting in 2050 1,7 keer hoger zal zijn dan in 2017,[1] zou opgevangen kunnen worden door industriële kweekvleesproductie. Er is een direct verband tussen de vraag naar vlees en de hoogte van het bruto binnenlands product van een land: als mensen meer geld te besteden hebben, zullen ze vaker vlees kopen. Vooral de vleesvraag van India, de Volksrepubliek China en Rusland zal naar verwachting de komende decennia sterk stijgen,[12] sneller dan dat de vleesconsumptie in westerse landen aan het dalen is.[13]
- Milieuschade: Volgens een onderzoek van de Voedsel- en Landbouworganisatie (FAO) van de Verenigde Naties is de vleesindustrie wereldwijd verantwoordelijk voor 8% van het waterverbruik, 30% van het landgebruik en 18% van de uitstoot van broeikasgassen.[1]
- Dierenwelzijn en schaalvoordelen: Momenteel worden er jaarlijks 65 miljard dieren geslacht, vooral in de bio-industrie; zij hebben vaak een ellendig leven en sterven, indien onverdoofd, een pijnlijke dood.[14] Met kweekvlees kan de veestapel drastisch worden gereduceerd: de stamcellen van slechts een enkele koe zijn naar schatting voldoende om 175 miljoen hamburgers te maken.[1] Mark Post schatte anno 2015 dat de mondiale koeienpopulatie kon worden ingeperkt van 0,5 miljard tot zo'n 30.000.[12] In januari 2018 stelde Post: "Wij kunnen met de stamcellen van één gram spierweefsel ongeveer tienduizend kilo vlees maken. In theorie betekent dit dat we met de stamcellen van honderdvijftig koeien de hele wereld kunnen voeden."[15] Hierdoor zal de voedselindustrie aanzienlijk minder dierenleed veroorzaken.[16]
- Veel mensen willen vlees eten: Hoewel vlees niet noodzakelijk is voor menselijke voeding en vegetarisme en veganisme gezonde en werkbare alternatieven zijn[12] (naar schatting zijn 2 miljard mensen vegetariër,[12] oftewel 28,6% van de wereldbevolking), willen veel mensen – vooral vanwege de smaak of andere subjectieve redenen – vlees eten. Het is moeilijk om ze – om bovengenoemde problemen op te lossen – allemaal vrijwillig over te halen om van slachtvlees af te stappen. Daarom kan voor de rest van de wereldbevolking kweekvlees een alternatief worden voor helemaal geen vlees eten.[12]

### Vergelijkend onderzoek naar geschatte milieu-impact
Volgens onderzoek van Hanna Tuomisto uit 2011 scoorde kweekvlees op alle fronten beter dan gewoon rund, schaap, varken en gevogelte: minder uitstoot van broeikasgassen en minder verbruik van energie (alleen gevogelte scoort beter), land en water. In 2014 berekende Tuomisto bovendien dat veel van het vrijgekomen land kan worden teruggegeven aan de natuur door bossen aan te planten, waarmee veel CO2 weer kan worden omgezet in zuurstof, en dat er voor kweekrundvlees 50% minder water nodig is dan voor gewoon rundvlees.
Een groep Amerikaanse onderzoekers kwam in 2015 echter tot genuanceerde conclusies. Zo zouden bij kweekvlees bijproducten uit de traditionele vleesindustrie zoals leer, cosmetica en geneesmiddelen wegvallen en op een synthetische manier moeten worden gemaakt, die mogelijk milieuonvriendelijker is. Zo lang er echter nog geen werkende kweekvleesindustrie is, is het echter lastig goed te vergelijken.

## Techniek
Kweekvlees wordt bijna overal volgens ongeveer dezelfde techniek geproduceerd: stamcellen worden uit een levend dier genomen en in een kweekvloeistof van suikers, aminozuren en vetten gelegd waarin ze zich vermeerderen en spiervezels vormen. Een van de ingrediënten die in de vroege ontwikkelingsfase veel werd gebruikt is een koeienfoetusserum, een bijproduct van de veeteelt. Onderzoekers proberen hier een alternatief voor te vinden om onafhankelijk van de reguliere vee-industrie en echt dierenleedvrij te kunnen opereren. Volgens Mark Post kan een (nog te ontwikkelen) 'bioreactor' van 25.000 liter jaarlijks 350.000 kilo vlees produceren, hetgeen genoeg zou zijn voor de jaarlijkse vleesconsumptie van tienduizend Europeanen.
In september 2018 beweerde de Nederlandse startup Meatable een oplossing te hebben gevonden voor het serumprobleem: er worden stamcellen genomen uit de navelstreng van een pasgeboren dier en deze worden vervolgens doorgekweekt tot vlees. Hierdoor hoeven er geen dieren meer gedood te worden voor vleesproductie.

## Initiatieven

### Frankrijk
In 1932 vroeg de Britse politicus Winston Churchill zich in zijn boek Thoughts and Adventures af waarom men een gehele kip liet groeien als men enkel de borst en vleugel at en of dat niet efficiënter kon. De met Churchill bevriende Franse Nobelprijswinnende fysioloog Alexis Carrel slaagde er in 1936 voor het eerst in om organen voor onbepaalde tijd buiten het lichaam 'in leven' te houden. Men had echter destijds nog niet de technologie om ze te kweken en laten groeien.

### Israël en Duitsland
Het bedrijf SuperMeat (slagzin: "Echt vlees zonder dierenleed!"), ontstaan rond 2016, wilde kippenvlees gaan kweken dat rond 2020 op de markt komt. In januari 2018 verklaarde de PHW-Gruppe, het grootste pluimveebedrijf in Duitsland, gevestigd in Visbek, een samenwerking met SuperMeat te zijn begonnen. Het is daarmee na Mosa Meat het tweede Europese bedrijf dat in kweekvlees investeert.

### Italië
In 2023 is in Italië een wetsvoorstel ingediend dat verbiedt om in laboratoria voedsel voor menselijke consumptie of veevoer te produceren.

### Nederland

#### Voorgeschiedenis
Het VPRO-programma Noorderlicht heeft in 2006 een wedstrijd uitgeschreven om een beter woord te bedenken voor 'kweekvlees' of 'reageerbuisvlees' (destijds een gangbare term). Tweehonderd inzendingen kwamen binnen, waaronder 'vlaas', 'boeuf du professeur', 'bouwboutjes' en 'fopvlees'. De winnaars waren uiteindelijk 'La Brund', 'kreas' (Grieks voor vlees) en 'Happy meat'.

#### Universitair onderzoek

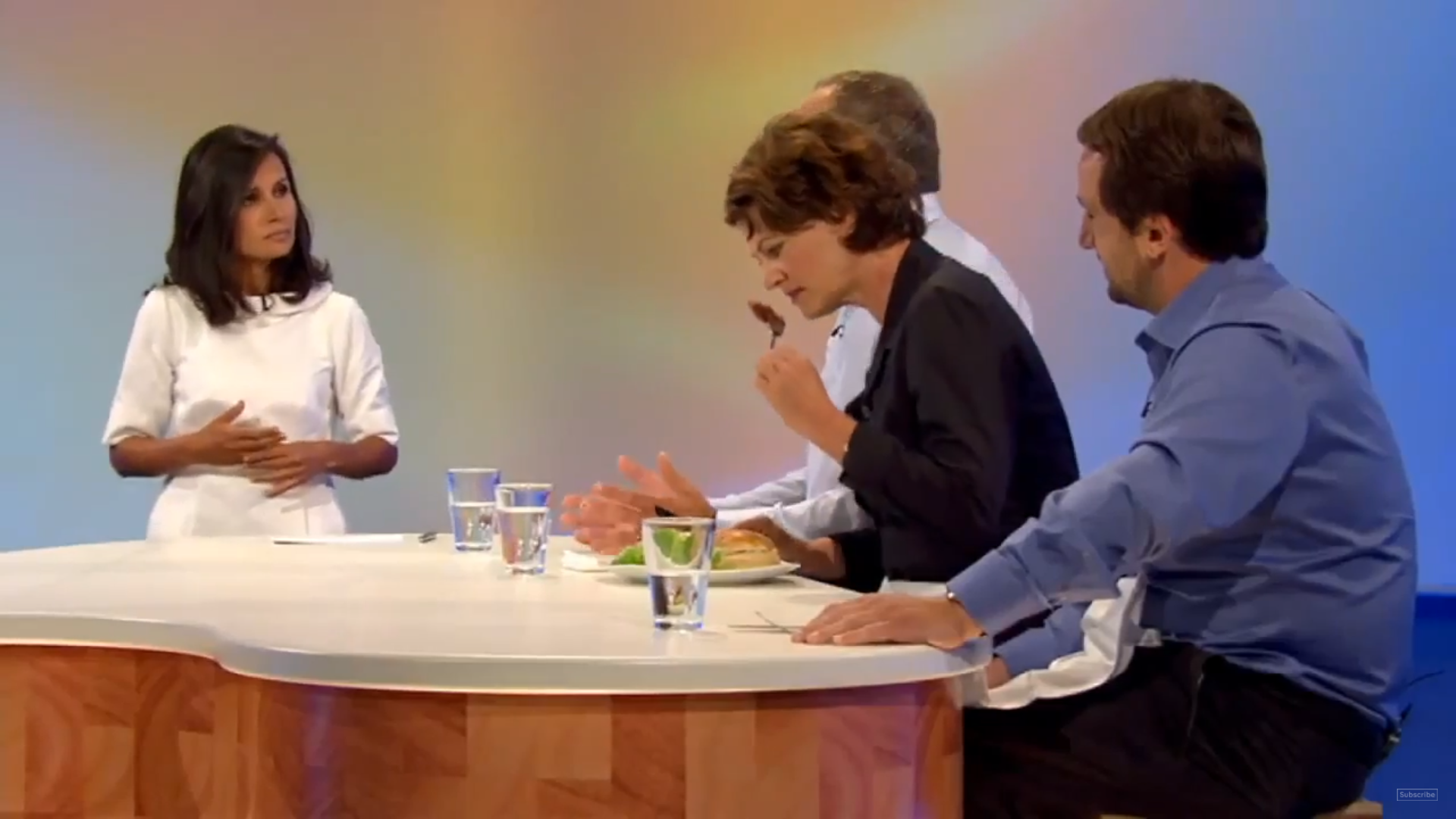
Voedingswetenschapper Hanni Rützler proeft 's werelds eerste kweekhamburger op 5 augustus 2013.

In 1999 verwierf de Nederlandse arts en onderzoeker Willem van Eelen een patent voor de productie van vlees uit stamcellen.
Sinds midden 2000 heeft Nederland internationaal voorop gelopen in onderzoek naar kweekvlees, dat werd uitgevoerd aan de universiteiten van Utrecht, Amsterdam en Eindhoven. Het onderzoek werd aanvankelijk betaald door de Nederlandse overheid, maar deze vond dat het bedrijfsleven de fakkel over moest nemen. Hier was echter weinig animo voor en de betrokken wetenschappers dreigden naar het buitenland te vertrekken toen het geld in 2009 begon op te raken. De Universiteit Maastricht wist echter een anonieme buitenlandse investeerder (in 2013 onthuld als Sergey Brin) aan te trekken en het onderzoek voort te zetten.
In december 2011 kondigden de Maastrichtse hoogleraar vasculaire fysiologie Mark Post en zijn team aan praktisch onderzoek te doen naar de productie van kweekvlees. Zij hadden het plan om tegen september 2012 een gekweekte hamburger te produceren. Hierbij zouden gekweekt vet- en spiervlees gemengd worden. De kosten van 's werelds eerste kweekvleesburger waren 250.000 euro. Uiteindelijk is deze op 5 augustus 2013 in Londen gepresenteerd aan het publiek. Hij smaakte volgens Oostenrijks voedingswetenschapper Hanni Rützler als gewoon vlees, maar was nog wat droog. Dezelfde dag werd bekendgemaakt dat de anonieme investeerder van het project Sergey Brin was, een medeoprichter van Google. In juni 2013 en oktober 2015 beweerde Post dat het in de toekomst mogelijk zou kunnen worden dat burgers zelf thuis vlees kweken, dat binnen 7 tot 9 weken klaar is.

#### Mosa Meat

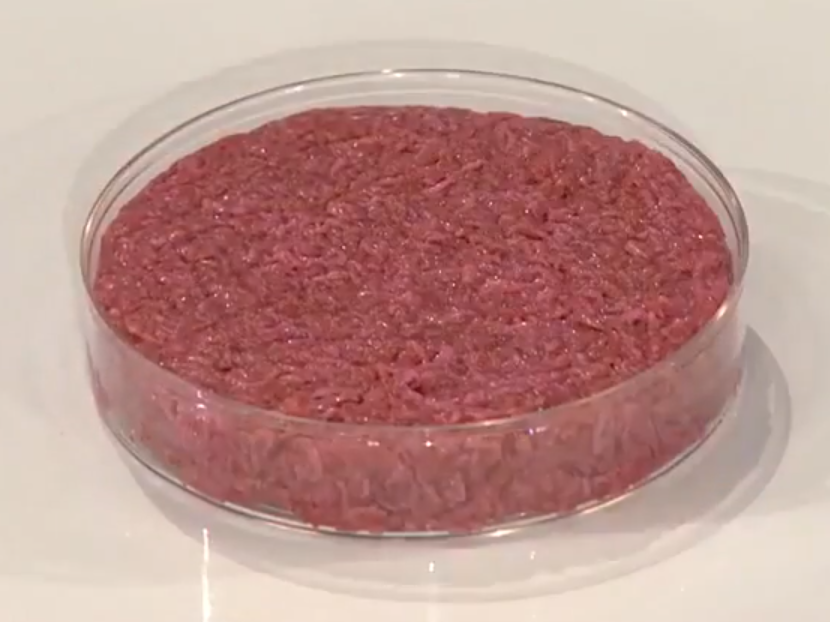
De eerste gekweekte hamburger ging op 5 augustus 2013 in de pan.

In 2016 richtte Post samen met voedseltechnoloog Peter Verstrate het kweekvleesbedrijf Mosa Meat op dat in 2020 kweekvlees op de markt wil brengen. Het bedrijf is van plan om te beginnen met luxevoedsel van 60 euro per kilo, waarna de verwachting is dat de kosten zodanig kunnen worden gereduceerd en de smaak verbeterd dat het mogelijk zal zijn om met supermarktvlees te kunnen concurreren. Om goedkeuring van de Nederlandse Voedsel- en Warenautoriteit te krijgen en verder onderzoek te financieren, had het bedrijf 6 miljoen euro nodig. Mosa Meat is gevestigd te Maastricht en wordt gefinancierd door buitenlandse investeerders uit de vleesindustrie en de milieu- en dierenwelzijnsbeweging.
Vanaf april 2017 experimenteerde men met tanks van 25 duizend liter om het vlees in te kweken. Er werd een alternatief gezocht voor het koeienfoetusserum (een bijproduct van de veeteelt) waarin de cellen groeien om onafhankelijk van de reguliere vleesindustrie te kunnen opereren.
In januari 2020 gaf Mosa Meat aan datzelfde jaar nog een productievoorstel in te gaan dienen bij de Europese Autoriteit voor Voedselveiligheid (EFSA). Goedkeuring van de EFSA is nodig voordat producten veilig genoeg worden geacht voor de Europese consument. In hetzelfde jaar werd een investering van $ 55 miljoen opgehaald om een commerciële productielijn op te starten. In september 2021 werd bekendgemaakt dat de Amerikaanse acteur en milieuactivist Leonardo DiCaprio zich als 'adviseur' aan het Maastrichtse bedrijf had verbonden, waarin hij tevens een onbekend bedrag investeerde.

#### Meatable

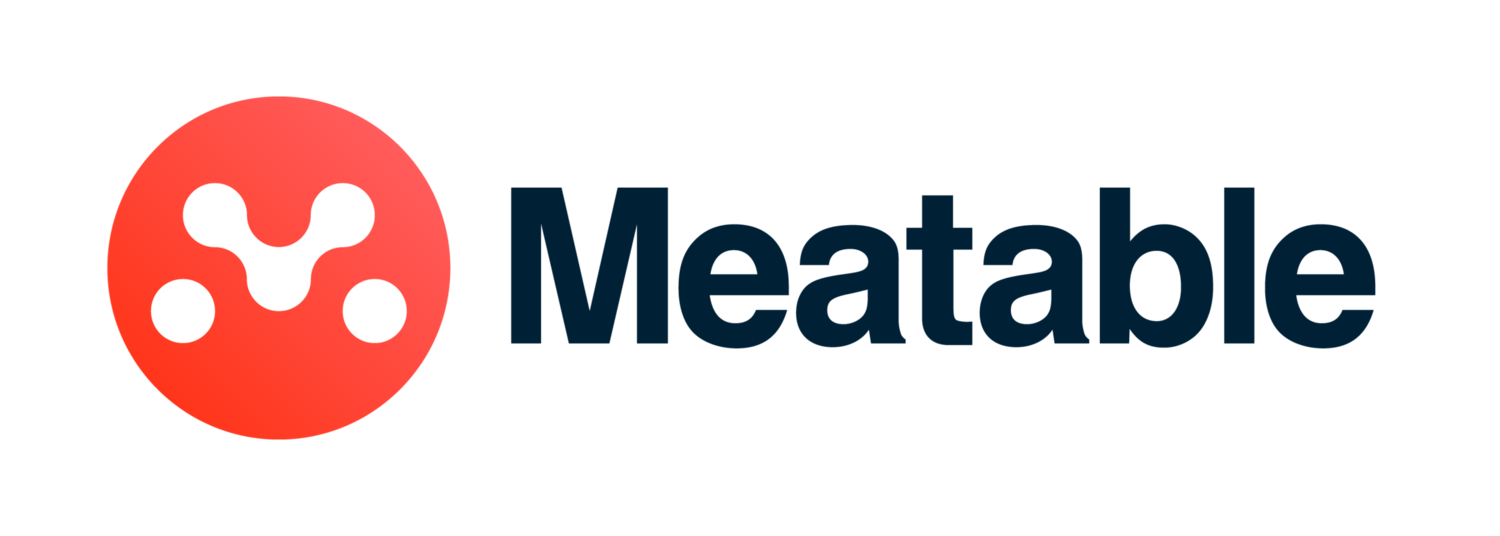
Logo van Meatable, opgericht in 2018

De Nederlands-Amerikaanse startup Meatable, in 2017 opgericht in Delft en bestaande uit onder meer Krijn de Nood, Daan Luining, Ruud Out, Roger Pederson, Mark Kotter en Gordana Apic, meldde in 2018 erin te zijn geslaagd om vlees te kunnen kweken met navelstrengstamcellen in plaats van koeienfoetusserum. Het grote voordeel daarvan is dat er geen enkel dier meer gedood hoeft te worden om vlees te kweken. Wel zijn stamcellen uit navelstrengen moeilijker om mee te werken, maar volgens Meatable kunnen zij de stamcellen zich naar wens laten gedragen en bijvoorbeeld spiercellen of vetcellen laten worden. Bij de eerste investeringsronde in 2018 haalde Meatable 3,5 miljoen euro op en bij de tweede investeringsronde in 2019 nog eens 9 miljoen euro. Het bedrijf zei in december 2019 van plan te zijn om in de zomer van 2020 hun eerste stukje gekweekt varkensvlees op te leveren als prototype. In januari 2020 zei De Nood dat men ongeveer twee jaar na dit prototype (in 2022) op kleine schaal de eerste producten aan de consument zou kunnen aanbieden en tegen het einde van 2024 of begin van 2025 de eerste grote fabriek te willen openen. In maart 2021 werd bekend dat het Nederlandse voedings- en fijnchemiebedrijf Koninklijke DSM ging samenwerken met Meatable. De samenwerking zou zich met name richten op de verbetering van de smaak en textuur van het vleesproduct. De totale investeringen sinds de oprichting bedroegen op dat moment 60 miljoen euro.

#### Veiligheidsonderzoek
In december 2017 schafte NEMO Science Museum in Amsterdam voor 11 euro een gekweekt worstje "Duck Chorizo" aan van het Amerikaanse bedrijf JUST Inc. om aan het publiek te kunnen tentoonstellen. Volgens NEMO-directeur Michiel Buchel was dit "het eerste commercieel geëxporteerde stukje kunstmatig geproduceerd vlees." De Nederlandse Voedsel- en Warenautoriteit (NVWA) liet echter weten dat het product eerst getest moest worden voordat het op de markt kwam, en verbood daarom tot nader order de consumptie van kweekvlees: "De producenten van kweekvlees moeten aantonen dat hun product absoluut veilig is. Het product zal eerst een uitgebreid veiligheidsonderzoek moeten ondergaan. De Europese Voedselautoriteit beoordeelt de resultaten. Hierna stemmen de lidstaten over toelating voor de EU-markt." Een geplande kweekvleesproeverij bij NEMO werd derhalve op last van de NVWA afgelast. Er kwam kritiek op het verbod van de NVWA.

#### Stimulering door overheid
Tijdens een Tweede Kamercommissievergadering van 26 september 2018 werd het belang en de noodzaak van overheidssteun voor het onderzoeken, ontwikkelen en invoeren van kweekvlees in de samenleving besproken. Bij deze consultatie, waarbij vertegenwoordigers van drie universiteiten, drie startups en vier burgerbelangengroepen betrokken waren, werd gewezen op de urgentie van de wereldwijde milieu- en dierenwelzijnsproblemen, dat Nederland voorop liep in kweekvleestechnologie maar deze koploperpositie dreigde te verliezen, dat foetaal kalfsserum dieronvriendelijk is en zo snel mogelijk uit het proces worden gehaald en dat de eindproducten veilig moeten zijn voor de consument. Op 30 januari 2020 werden er daarom in de Tweede Kamer door verschillende partijen moties ingediend om de overheid zowel financieel als wet- en regelgevend te doen ingrijpen om de ontwikkeling van kweekvlees beter te stimuleren en reguleren. Drie moties werden met een forse meerderheid aangenomen: dat de overheid in het kweekvleesdossier ambitie en regie moet tonen (VVD-motie), dat er een goed vestigingsklimaat en een goede experimenteerruimte voor kweekvleesondernemers moeten komen (VVD/D66-motie) en dat de overheid alternatieven voor slachtvlees moet gaan stimuleren (PvdA-motie).

### Verenigde Staten
New Harvest is een Amerikaanse non-profitorganisatie die onderzoek op vijf Amerikaanse en Britse universiteiten financiert en zich o.a. ten doel stelt gekweekte worsten, hamburgers en kipnuggets te ontwikkelen. Ook kalkoen, varken en kreeft zou worden gekweekt.
Het bedrijf Memphis Meats in San Francisco publiceerde in februari 2016 een video van een gehaktbal van kweekvlees en in maart 2017 van kweekvleesgerechten met kip en eend. Het bedrijf schatte dat tegen 2021 de kosten zodanig kunnen worden beperkt dat haar producten de markt op kunnen.
Modern Meadow, een bedrijf in Brooklyn, ontwikkelt 'kweekleder' en wil ook aan kweekvlees beginnen.
Finless Foods, een bedrijf in San Francisco gericht op kweekvis (waarbij alleen de eetbare organen worden gecultiveerd, in tegenstelling tot hele vissen zoals bij viskwekerijen), werd in juni 2016 opgericht. In maart 2017 begon men met het laboratoriumwerk en vorderde snel. Directeur Mike Selden sprak in juli 2017 de verwachting uit binnen twee jaar (uiterlijk 2019) al de eerste kweekvisproducten op de markt kunnen brengen.
In maart 2018 meldde het eveneens in San Francisco gevestigde technologiebedrijf Just (in 2011 opgericht als Hampton Creek) al eind 2018 een consumentenproduct van kweekvlees te kunnen presenteren. Volgens CEO Josh Tetrick (een veganist) is de techniek er al en is het slechts een kwestie van toepassen. Just heeft 130 werknemers en een researchafdeling van 55 wetenschappers, waar kweekvlees van kip, varken en rund wordt ontwikkeld. Ze zouden inmiddels al volledig plantaardige grondstoffen gebruiken voor de voeding van de stamcellen. Just ontvangt sponsoring van onder meer de Chinese miljardair Li Ka-shing, Yahoo!-medeoprichter Jerry Yang en naar eigen zeggen Heineken.

## Uitdagingen

### Smaak en structuur

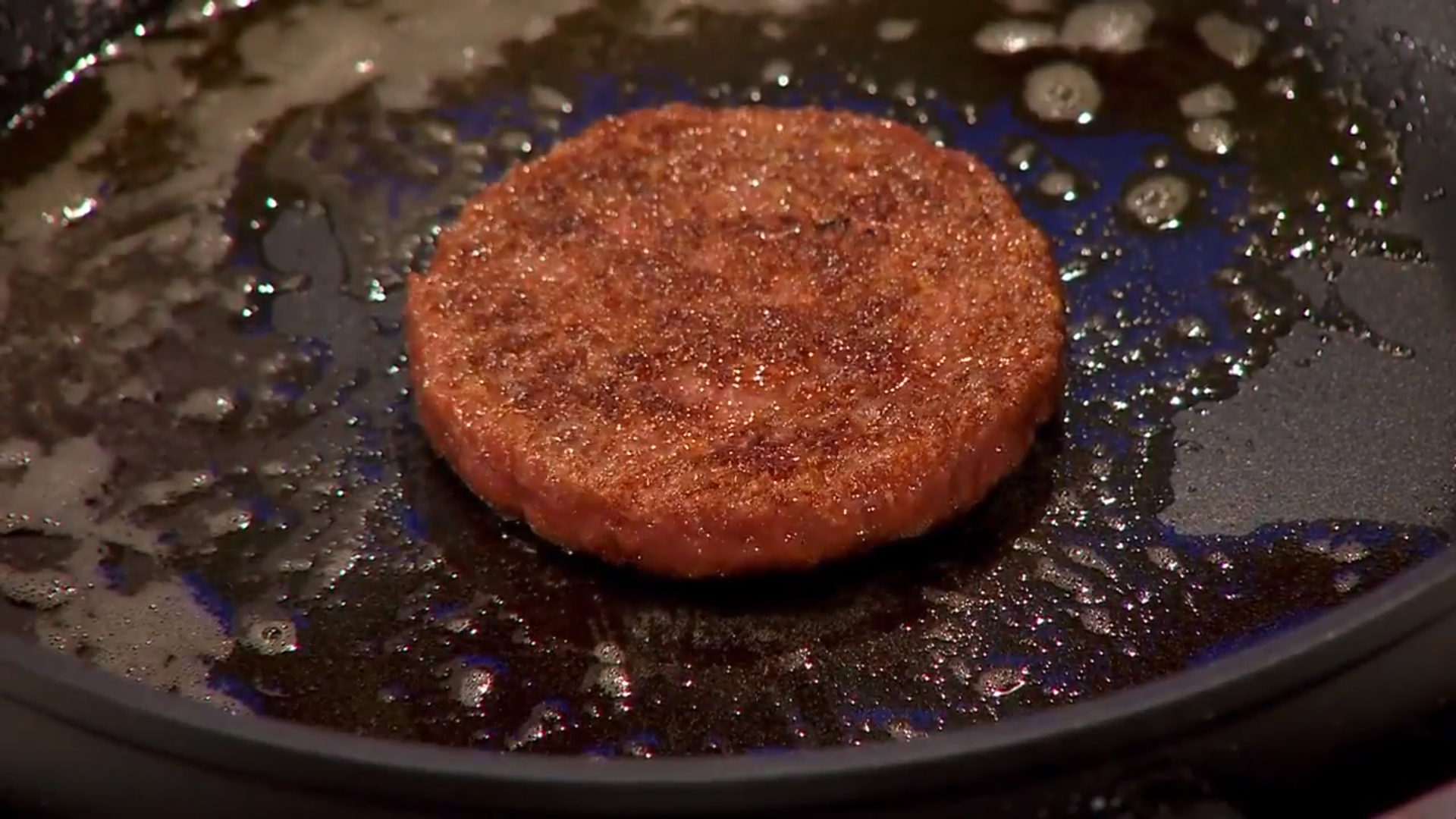
De eerste gekweekte hamburger werd gebakken op 5 augustus 2013.

Halverwege de jaren 2010 was de kwaliteit van kweekvlees qua smaak en structuur nog onvoldoende om daadwerkelijk als alternatief voor vlees op de markt te worden gebracht. Mogelijk kan de kwaliteit van gekweekt spiervlees verbeterd worden door de groei van het spierweefsel met lichte stroomstoten te stimuleren. Een ander probleem is dat het weefsel alleen in heel dunne plakjes gekweekt kan worden. Alleen dan kunnen voedingsstoffen en zuurstof via diffusie de cellen bereiken. In levende organismen verdelen bloedvaten voeding en zuurstof tot diep in de weefsels, maar die groeien niet in kweekvlees.

### Productiekosten
De productiekosten van de eerste experimentele kweekvleesproducten in de vroege jaren 2010 waren torenhoog, maar zodra het proces verder is uitgewerkt, efficiënter gemaakt en de markt aantrekt, wordt een drastische kostenreductie verwacht. De eerste kweekvleesburger van Mark Posts team, gereed in augustus 2013, kostte 250.000 euro; uitgaande van 200 gram per hamburger was dat 1,25 miljoen euro per kilogram. Mark Post heeft verschillende schattingen gegeven over de toekomstige marktprijs van kweekvlees: in oktober 2015 sprak hij van 65 dollar (55 euro) per kilo kweekvlees, in februari 2017 60 euro per kilo en in februari 2016 sprak hij de hoop uit binnen 5 jaar kweekvlees op de markt te brengen 'voor 10 tot 20 euro per kilogram, of zo'n 8 euro per hamburger'. In februari 2020 stelde Mosa Meat deze verwachting bij tot 2022.
Uma Valeti zei in februari 2016 dat zijn bedrijf Memphis Meats op dat moment nog kweekvlees maakte voor minder dan 40 dollar per gram (circa 36.000 euro per kilogram), maar verwachtte dit in de komende vijf jaar te kunnen terugbrengen tot slechts een paar cent per gram. In maart 2017 presenteerde Memphis Meats de eerste gekweekte kippenborst voor minder dan 9000 dollar per pound (circa 19.000 euro per kilo), bijna een halvering ten opzichte van het jaar ervoor, maar nog steeds vele malen duurder dan een geslachte kippenborst à 3,22 dollar per pound (6,60 euro per kilo). In juni 2017 beweerde het bedrijf de productiekosten inmiddels te hebben gereduceerd tot 2400 dollar per pound (€4714/kg).
Het is een kwestie van tijd voordat dit gaat gebeuren, daar ben ik stellig van overtuigd. In ons geval schat ik de tijd op een jaar of 3 voordat wij klaar zijn om naar de markt te gaan – kleinschalig – een jaar of 5 voordat wij grootschaliger naar de markt kunnen, en als u mij vraagt: "Wanneer ligt [kweekvlees] bij de supermarkt om de hoek?" Dat zal dichter bij 10 dan bij 5 jaar zijn, schat ik.

Volgens Mike Selden van Finless Foods kostte de eerste kweekvis die men maakte nog 19.000 dollar per pound (bijna €37.000/kg). Men verwachtte de kosten al in 2019 zodanig te hebben gereduceerd dat de consument het kan betalen.

### Geschatte populariteit
Er is onderzoek gedaan naar welk percentage van de bevolking belangstelling zou hebben om kweekvlees te consumeren. Hoewel het nog wel tot midden jaren 2020 zal duren voordat kweekvleesproducten redelijk betaalbaar worden voor de gemiddelde consument, tonen verschillende onderzoeken aan dat een aanzienlijk deel van de bevolking in verschillende landen (tussen de 40 en 70%) bereid zou zijn om kweekvlees te proberen en/of er volledig op over te schakelen. Gezien de vuistregel dat 5% interesse onder consumenten genoeg is om iets nieuws te lanceren, zou kweekvlees een groot succes kunnen worden. Anderzijds bestaat er onder consumenten ook angst voor de potentiële gevaren van kweekvlees.
- België: In april 2013 werd er een verkennend onderzoek gedaan onder 180 consumenten in Vlaanderen. 13% had al eens van kweekvlees gehoord. Na een basale introductie over wat kweekvlees is, zei ongeveer een kwart het te willen proberen, twee derde te twijfelen en 9% het niet te willen proberen. Toen deelnemers meer informatie werd gegeven over de milieuvoordelen van kweekvlees ten opzichte van traditioneel vlees, verschoof de opinie sterk: 43% wilde kweekvlees wel proberen en 51% 'misschien'. Deze opinie hing sterk af van de verwachte prijs en smaak van kweekvlees. Vegetariërs waren waarschijnlijk geen geschikte doelgroep voor kweekvlees, omdat zij twijfels hadden bij de gezondheid ervan.[50]
- Nederland: Het team van Mark Post enquêteerde onder Nederlanders of zij wel kweekvlees zouden willen eten, waarbij 52% positief antwoordde.[12] Volgens een onderzoek van Flycatcher onder 15.000 Nederlanders was zelfs 63% bereid om kweekvlees te proberen.[13]
- Verenigd Koninkrijk: Het team van Mark Post enquêteerde onder Britten of zij wel kweekvlees zouden willen eten, waarbij 60% positief antwoordde.[12] In augustus 2013 bleek uit een online enquête van The Guardian dat 69% van de lezers wel vlees zou willen eten dat in een laboratorium was gemaakt.[51] In september 2014 stelde The Guardian de specifiekere vraag of de lezers bereid zouden zijn om kweekvlees (mogelijk aangevuld met eetbare insecten) te eten 'om het milieu te redden' en gaf daarbij de volgende mogelijke antwoorden: 'Ja, aan dat idee zou ik wel kunnen wennen' (37%); 'Ja graag, met extra kaas en insecten ernaast' (9%); 'Nee bedankt, ik stop liever helemaal met vlees' (14%), 'Nooit, ik hou van m'n ouderwetse biefstuk en daarmee basta' (4%), 'Niet voor mij, ik ben al een vleesvrije zone, echt of nep' (36%).[52] De Britse Vegetarian Society vroeg haar leden (vrijwel allemaal vegetariër) in 2013 of zij (in plaats van traditioneel vlees) kweekvlees zouden eten: 80% zei 'nee', 7% 'ja' en 3% 'misschien'.[53]
- Verenigde Staten: Volgens Uma Valeti van Memphis Meats heeft marktonderzoek aangetoond 'dat er nu al minstens 40% early adopters zijn.'[16] PLOS ONE publiceerde op 16 februari 2017 enquêteresultaten die lieten zien dat van 673 Amerikaanse respondenten 31,1% 'zeker' kweekvlees wilde proberen, 34,2% 'waarschijnlijk', 11,7% was 'onzeker', 12,6% 'waarschijnlijk niet' en 8,5% 'zeker niet'.[54]
- Wereldwijd: Volgens een rapport uit juni 2019 van het Amerikaanse consultatiebureau A.T. Kearney zal in 2030 10% van de vleesconsumptie ter wereld bestaan uit kweekvlees; in 2035 zal dit tot 22% toenemen en in 2040 zal kweekvlees 35% van de mondiale vleesconsumptie omvatten.[55][56]

## Marktintroductie

### In de Europese Unie
In de Europese Unie moeten nieuwe voedingsmiddelen zoals kweekvleesproducten een testperiode van ongeveer 18 maanden doorlopen (de zogeheten novelfoodprocedure) waarin een bedrijf aan de Europese Autoriteit voor Voedselveiligheid (EFSA) moet aantonen dat hun product veilig is. In maart 2022 hadden producenten van kweekvlees het niveau bereikt waarop zij probeerden goedkeuring te krijgen van de supranationale instellingen van de Europese Unie, vlak voordat de massagoederen aan de consument konden worden verkocht. In februari 2023 had nog geen enkele startup een nieuw voedseldossier ter goedkeuring aan de EFSA voorgelegd. Juristen legden uit dat dit te maken had met het feit dat, hoewel de procedure voor nieuwe voedingsmiddelen van de EFSA sinds 1997 goed is vastgesteld en ontwikkeld (in tegenstelling tot andere jurisdicties, die nog bepaalde regelgevingsnormen moeten of moesten ontwikkelen), het een lang en ingewikkeld proces is waarin bedrijven weinig invloed kunnen uitoefenen zodra zij hun verzoek hebben ingediend, in tegenstelling tot de startende kweekvleesproducenten in de Verenigde Staten (die gemakkelijk over en weer kunnen communiceren met de FDA om eventuele problemen op te helderen) en in het Verenigd Koninkrijk, Singapore en Israël (waar de overheid een "centraal aanspreekpunt" heeft ingesteld dat verantwoordelijk is voor het hele proces).
Op 17 april 2024 kon voor het eerst in de EU een select gezelschap kweekvlees proeven.

### In Israël
In november 2020 opende SuperMeat een 'testrestaurant' in Ness Ziona, Israël, direct naast zijn proeffabriek; journalisten, deskundigen en een klein aantal consumenten konden een afspraak maken om daar het nieuwe voedsel te proeven, terwijl ze door een glazen raam in de productiefaciliteit aan de andere kant keken. Het restaurant was nog niet volledig open voor het publiek, omdat SuperMeat vanaf juni 2021 nog moest wachten op wettelijke goedkeuring om de massaproductie voor publieke consumptie te starten, en omdat de coronapandemie de restaurantactiviteiten beperkte. Tegen februari 2023 hadden de Israëlische autoriteiten een regelgevingsstructuur opgezet die vergelijkbaar is met die van Singapore en toonden zij een algemene bereidheid om te werken aan goedkeuring (en terwijl zij ook innovatief onderzoek naar kweekvoedsel financierden), maar waren zij nog steeds bezig met de ontwikkeling van veiligheidsvoorschriften in overleg met onderzoekers en andere deskundigen. Zo organiseerden het Israëlisch Ministerie van Volksgezondheid en de Voedsel- en Landbouworganisatie van de Verenigde Naties (FAO) in september 2022 gezamenlijk een conventie van deskundigen op het gebied van de regelgeving inzake de veiligheid van gekweekt voedsel.

### In Singapore

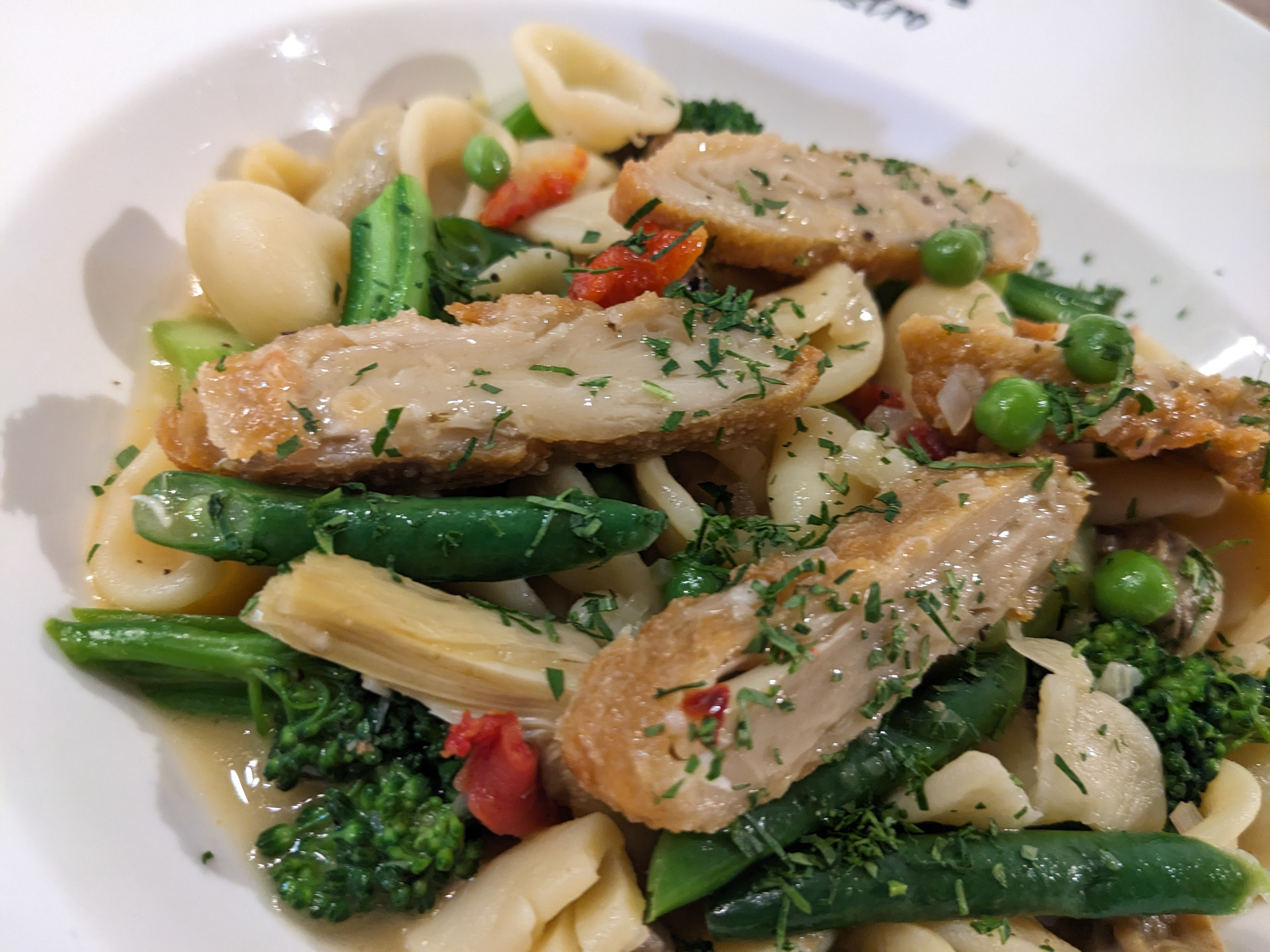
Pastagerecht met stukjes kweekvlees (kip), ontwikkeld door het bedrijf Good Meat

Op 2 december 2020 keurde het Singaporese Voedselagentschap (SFA) de door Eat Just geproduceerde "chicken bites" goed voor commerciële verkoop. Het was de eerste keer dat een gekweekt vleesproduct de veiligheidsbeoordeling (die 2 jaar duurde) van een voedselregulator doorstond en werd algemeen beschouwd als een mijlpaal voor de industrie. De stukjes kip waren gepland voor introductie in Singaporese restaurants. Restaurant "1880" werd op zaterdag 19 december 2020 het eerste dat kweekvlees serveerde aan klanten. In januari 2023 verleende de SFA ook wettelijke goedkeuring voor de productie van kweekvlees met serumvrije media aan Eat Justs dochteronderneming GOOD Meat, die haar slachtvrije kipproduct sinds 2020 in verschillende Singaporese restaurants alsook in hawker centres (Zuidoost-Aziatische openluchtrestaurants) en voedselbezorgingsdiensten had geïntroduceerd en bezig was met de bouw van de bioreactoren voor haar nieuwe fabriek in Singapore. Deze wereldprimeur goedkeuring zou een mijlpaal zijn in het schaalbaarder en efficiënter maken van de productie van kweekvlees.

### In de Verenigde Staten
In mei 2022 lanceerde Finless Foods op de beurs van de National Restaurant Association een plantaardig gekweekt tonijnproduct in poké-stijl, met beschikbaarheid bij restaurants en bezorgdiensten in de hele Verenigde Staten. In november 2022 rondde de Food and Drug Administration (FDA) de veiligheidsconsultatie van Upside Foods (voorheen Memphis Meats) af, met de conclusie dat haar producten veilig zijn om te eten, een primeur voor kweekvleesbedrijven in de Verenigde Staten. Alleen het United States Department of Agriculture (USDA) moest het etiketterings- en inspectieproces nog afronden; in april 2023 werd verwacht dat deze laatste horde voor introductie op de Amerikaanse markt ergens in 2023 zou worden overwonnen.